# Gentleman Usher of the Purple Rod
Il Gentleman Usher of the Purple Rod è il Gentleman Usher dell'Ordine dell'Impero Britannico, carica istituzionale fondata nel 1918 sebbene l'ordine risultasse attivo sin dal 1917. 
Come nelle medesime funzioni di altri ordini cavallereschi il Gentleman Usher of the Purple Rod non ha incarichi ufficiali governativi, bensì si preoccupa come usciere di ammettere i membri dell'Ordine dell'Impero Britannico a partecipare alle assemblee ufficiali dell'Ordine che si tengono annualmente. 
Il nome della carica deriva proprio dall'uso che egli fa di un'asta cerimoniale e dal colore viola del nastro dell'Ordine cavalleresco dell'Impero britannico.

## Gentlemen Ushers of the Purple Rod (1918–oggi)
- 1918 – 23 agosto 1952: Sir Frederic Kenyon
- 30 settembre 1952 – 2 dicembre 1960: Sir Ernest Gowers
- 2 dicembre 1960 – 8 aprile 1969: Malcolm Eve, I barone Silsoe
- 8 aprile 1969 – 1985: Sir Robert Bellinger
- 1985 – 30 novembre 2000: Sir Robin Gillett, Bt.
- 30 novembre 2000 - 23 luglio 2013: Sir Alexander Graham
- dal 23 luglio 2013: Dame Amelia Chilcott Fawcett